# The Devil's Partner
The Devil's Partner è un film muto del 1923 diretto da Caryl S. Fleming e interpretato da Norma Shearer che torna in Canada, sua terra di origine, per girare questo film indipendente, prodotto dalla Iroquois Production.
Distribuito dalla Independent Pictures, il film uscì in sala nel giugno del 1923.

## Trama
In un villaggio canadese nel NordOvest, Jeanne e il suo amante Pierre, sono felici finché Jules Payette - un contrabbandiere soprannominato 'The Devil's Partner' - rapisce il padre di Jeanne e rovina la felicità della coppia. Ma, Payette incontra una morte violenta e i due possono riprendere la vita di sempre.

## Produzione
Il film fu prodotto dalla Iroquois Productions.

## Distribuzione
Negli Stati Uniti, il film venne distribuito dall'Independent Pictures, uscendo nelle sale nel giugno 1923.